# New Hampton (Nuevo Hampshire)
New Hampton es un pueblo ubicado en el condado de Belknap en el estado estadounidense de Nuevo Hampshire. En el Censo de 2010 tenía una población de 2.165 habitantes y una densidad poblacional de 21,84 personas por km².

## Geografía
New Hampton se encuentra ubicado en las coordenadas 43°37′33″N 71°38′7″O / 43.62583, -71.63528. Según la Oficina del Censo de los Estados Unidos, New Hampton tiene una superficie total de 99.13 km², de la cual 95.03 km² corresponden a tierra firme y (4.14%) 4.11 km² es agua.

## Demografía
Según el censo de 2010, había 2.165 personas residiendo en New Hampton. La densidad de población era de 21,84 hab./km². De los 2.165 habitantes, New Hampton estaba compuesto por el 96.91% blancos, el 0.37% eran afroamericanos, el 0.09% eran amerindios, el 0.79% eran asiáticos, el 0% eran isleños del Pacífico, el 0.05% eran de otras razas y el 1.8% pertenecían a dos o más razas. Del total de la población el 0.92% eran hispanos o latinos de cualquier raza.